# Johann Wolf (Theologe, 1653)
Johann Wolf (* 30. November 1653 in Löbejün; † 19. Mai 1695 in Hamburg) war ein deutscher lutherischer Theologe, zuletzt Hauptpastor in Hamburg.

## Leben
Wolf wurde als Sohn des Bürgermeisters Christian Wolf geboren. Er besuchte die Schule in Sangerhausen und studierte anschließend Theologie in Wittenberg. Das Studium schloss er 1674 mit dem Titel Magister ab und lehrte danach bis 1680 an derselben Universität als Dozent. In diesen Jahren verfasste er eine Reihe von Disputationen. 1680 erwarb er den Doktorgrad und trat eine Stelle als Superintendent in Wernigerode an. Er wurde im Mai 1695 zum Hauptpastor der Nikolaikirche in Hamburg gewählt, konnte das Amt aber nur wenige Monate bis zu seinem Tod ausüben.

## Familie
Wolf heiratete 1682 in Wernigerode Anna Elisabeth Haberstroh. Aus der Ehe gingen vier Kinder hervor, drei Söhne und eine Tochter, darunter der Theologe Johann Christoph Wolf und der Philologe Johann Christian Wolf.

## Werk
Wolf verfasste in seiner Zeit als Dozent in Wittenberg eine größere Anzahl lateinischer theologischer Schriften. Außerdem sind von ihm Predigten und Gelegenheitsschriften erhalten.